# Puchar Świata Juniorów w saneczkarstwie 2019/2020
Sezon 2019/2020 Pucharu Świata Juniorów w saneczkarstwie początkowo miał rozpocząć 21 listopada 2019 na torze olimpijskim w amerykańskim Park City, lecz z powodu awarii systemu chłodzącego, zawody zostały odwołane. Oficjalnie zawody rozpoczęły się 30 listopada 2019 roku w Austriackim Igls. Ostatnie zawody z tego cyklu zostały rozegrane w Niemczech 2 lutego 2020 roku na torze w Winterbergu.
Podczas sezonu 2019/2020 odbyły się trzy imprezy, na których rozdane zostały medale. W połowie stycznia zostały rozegrane Zimowe Igrzyska Olimpijskie Młodzieży w szwajcarskim Sankt Moritz. Podczas finałowych zawodów Pucharu Świata w niemieckim Winterbergu odbyły się jednocześnie Mistrzostwa Europy Juniorów. Natomiast w dniach 21-22 lutego 2020 zostały rozegrane Mistrzostwa Świata Juniorów w Oberhofie.

## Kalendarz Pucharu Świata
| Lp.    | Data                        | Miejscowość | Konkurencja                                       | 1 miejsce                                                               | 2 miejsce                                                                              | 3 miejsce                                                                         |
| ------ | --------------------------- | ----------- | ------------------------------------------------- | ----------------------------------------------------------------------- | -------------------------------------------------------------------------------------- | --------------------------------------------------------------------------------- |
| 1. PŚJ | 21–22 listopada 2019        | Park City   | Jedynki juniorek                                  | Odwołano                                                                | Odwołano                                                                               | Odwołano                                                                          |
| 1. PŚJ | 21–22 listopada 2019        | Park City   | Jedynki juniorek młodszych                        | Przeniesiono do Königssee                                               | Przeniesiono do Königssee                                                              | Przeniesiono do Königssee                                                         |
| 1. PŚJ | 21–22 listopada 2019        | Park City   | Jedynki juniorów                                  | Odwołano                                                                | Odwołano                                                                               | Odwołano                                                                          |
| 1. PŚJ | 21–22 listopada 2019        | Park City   | Jedynki juniorów młodszych                        | Przeniesiono do Königssee                                               | Przeniesiono do Königssee                                                              | Przeniesiono do Königssee                                                         |
| 1. PŚJ | 21–22 listopada 2019        | Park City   | Dwójki juniorów                                   | Odwołano                                                                | Odwołano                                                                               | Odwołano                                                                          |
| 1. PŚJ | 21–22 listopada 2019        | Park City   | Dwójki juniorek młodszych                         | Przeniesiono do Königssee                                               | Przeniesiono do Königssee                                                              | Przeniesiono do Königssee                                                         |
| 1. PŚJ | 21–22 listopada 2019        | Park City   | Dwójki juniorów młodszych                         | Przeniesiono do Königssee                                               | Przeniesiono do Königssee                                                              | Przeniesiono do Königssee                                                         |
| 1. PŚJ | 21–22 listopada 2019        | Park City   | Sztafety mieszane                                 | Odwołano                                                                | Odwołano                                                                               | Odwołano                                                                          |
| 2. PŚJ | 30 listopada–1 grudnia 2019 | Igls        | Jedynki juniorek młodszych                        | Jessica Degenhardt                                                      | Diana Łoginowa                                                                         | Merle Fräbel                                                                      |
| 2. PŚJ | 30 listopada–1 grudnia 2019 | Igls        | Jedynki juniorów młodszych                        | Gints Bērziņš                                                           | Timon Grancagnolo                                                                      | Pascal Kunze                                                                      |
| 2. PŚJ | 30 listopada–1 grudnia 2019 | Igls        | Dwójki juniorek młodszych                         | Niemcy Jessica Degenhardt · Vanessa Schneider                           | Rosja Natalia Korotajewa · Wiktorija Czirkowa                                          | Włochy Katharina Putzer · Nadia Falkensteiner                                     |
| 2. PŚJ | 30 listopada–1 grudnia 2019 | Igls        | Dwójki juniorów młodszych                         | Rosja Michaił Karnauczow · Jurij Czirwa                                 | Niemcy Henrik Altenhoff · Matteo Oberließen                                            | Niemcy Moritz Jäger · Valentin Steudte                                            |
| 2. PŚJ | 30 listopada–1 grudnia 2019 | Igls        | Jedynki juniorek młodszych                        | Kailey Allan                                                            | Jessica Degenhardt                                                                     | Merle Fräbel                                                                      |
| 2. PŚJ | 30 listopada–1 grudnia 2019 | Igls        | Jedynki juniorów młodszych                        | Gints Bērziņš                                                           | Timon Grancagnolo                                                                      | Pawieł Riepiłow                                                                   |
| 2. PŚJ | 30 listopada–1 grudnia 2019 | Igls        | Dwójki juniorek młodszych                         | Niemcy Luisa Romanenko · Pauline Patz                                   | Austria Selina Egle · Lara Kipp                                                        | Rosja Natalia Korotajewa · Wiktorija Czirkowa                                     |
| 2. PŚJ | 30 listopada–1 grudnia 2019 | Igls        | Dwójki juniorów młodszych                         | Rosja Michaił Karnauczow · Jurij Czirwa                                 | Rosja Wiaczesław Popow · Anton Osipenko                                                | Niemcy Moritz Jäger · Valentin Steudte                                            |
| 3. PŚJ | 6–8 grudnia 2019            | Königssee   | Jedynki juniorek                                  | Lisa Schulte                                                            | Marion Oberhofer                                                                       | Verena Hofer                                                                      |
| 3. PŚJ | 6–8 grudnia 2019            | Königssee   | Jedynki juniorek młodszych                        | Jessica Degenhardt                                                      | Merle Fräbel                                                                           | Diana Łoginowa                                                                    |
| 3. PŚJ | 6–8 grudnia 2019            | Königssee   | Jedynki juniorek młodszych                        | Jessica Degenhardt                                                      | Merle Fräbel                                                                           | Daria Olesik                                                                      |
| 3. PŚJ | 6–8 grudnia 2019            | Königssee   | Jedynki juniorów                                  | Mathis Ertel                                                            | Florian Müller                                                                         | Florian Brendel                                                                   |
| 3. PŚJ | 6–8 grudnia 2019            | Königssee   | Jedynki juniorów młodszych                        | Timon Grancagnolo                                                       | Gints Bērziņš                                                                          | Pascal Kunze                                                                      |
| 3. PŚJ | 6–8 grudnia 2019            | Königssee   | Jedynki juniorów młodszych                        | Pascal Kunze                                                            | Timon Grancagnolo                                                                      | Gints Bērziņš                                                                     |
| 3. PŚJ | 6–8 grudnia 2019            | Königssee   | Dwójki juniorów                                   | Stany Zjednoczone Dana Kellogg · Duncan Segger                          | Rosja Dmitrij Buczniew · Danił Kilsejew                                                | Niemcy Max Ewald · Jakob Jannusch                                                 |
| 3. PŚJ | 6–8 grudnia 2019            | Königssee   | Dwójki juniorek młodszych                         | Niemcy Jessica Degenhardt · Vanessa Schneider                           | Austria Selina Egle · Lara Kipp                                                        | Niemcy Luisa Romanenko · Pauline Patz                                             |
| 3. PŚJ | 6–8 grudnia 2019            | Königssee   | Dwójki juniorek młodszych                         | Niemcy Jessica Degenhardt · Vanessa Schneider                           | Niemcy Luisa Romanenko · Pauline Patz                                                  | Austria Selina Egle · Lara Kipp                                                   |
| 3. PŚJ | 6–8 grudnia 2019            | Königssee   | Dwójki juniorów młodszych                         | Rosja Michaił Karnauczow · Jurij Czirwa                                 | Rosja Wiaczesław Popow · Anton Osipenko                                                | Niemcy Henrik Altenhoff · Matteo Oberließen                                       |
| 3. PŚJ | 6–8 grudnia 2019            | Königssee   | Dwójki juniorów młodszych                         | Rosja Michaił Karnauczow · Jurij Czirwa                                 | Łotwa Kaspars Rinks · Ardis Liepiņš                                                    | Rosja Wiaczesław Popow · Anton Osipenko                                           |
| 3. PŚJ | 6–8 grudnia 2019            | Königssee   | Sztafety mieszane                                 | Odwołano                                                                | Odwołano                                                                               | Odwołano                                                                          |
| 4. PŚJ | 13–15 grudnia 2019          | Altenberg   | Jedynki juniorek                                  | Jessica Degenhardt                                                      | Marion Oberhofer                                                                       | Merle Fräbel                                                                      |
| 4. PŚJ | 13–15 grudnia 2019          | Altenberg   | Jedynki juniorek                                  | Jessica Degenhardt                                                      | Verena Hofer                                                                           | Marion Oberhofer                                                                  |
| 4. PŚJ | 13–15 grudnia 2019          | Altenberg   | Jedynki juniorek młodszych                        | Julianna Tunicka                                                        | Melina Cielaszyk                                                                       | Daria Olesik                                                                      |
| 4. PŚJ | 13–15 grudnia 2019          | Altenberg   | Jedynki juniorów                                  | Mathis Ertel                                                            | Zachary Di Gregorio                                                                    | Florian Brendel                                                                   |
| 4. PŚJ | 13–15 grudnia 2019          | Altenberg   | Jedynki juniorów                                  | Mathis Ertel                                                            | Florian Müller                                                                         | Matwiej Pieriestoronin                                                            |
| 4. PŚJ | 13–15 grudnia 2019          | Altenberg   | Jedynki juniorów młodszych                        | Pawieł Riepiłow                                                         | Kaspars Rinks                                                                          | Matt Greiner                                                                      |
| 4. PŚJ | 13–15 grudnia 2019          | Altenberg   | Dwójki juniorów                                   | Niemcy Max Ewald · Jakob Jannusch                                       | Rosja Michaił Karnauczow · Jurij Czirwa                                                | Stany Zjednoczone Dana Kellogg · Duncan Segger                                    |
| 4. PŚJ | 13–15 grudnia 2019          | Altenberg   | Dwójki juniorów                                   | Niemcy Max Ewald · Jakob Jannusch                                       | Rosja Michaił Karnauczow · Jurij Czirwa                                                | Rosja Dmitrij Buczniew · Danił Kilsejew                                           |
| 4. PŚJ | 13–15 grudnia 2019          | Altenberg   | Dwójki juniorek młodszych                         | Niemcy Jessica Degenhardt · Vanessa Schneider                           | Niemcy Luisa Romanenko · Pauline Patz                                                  | Rosja Anastasija Kropaczewa · Alena Starkowa                                      |
| 4. PŚJ | 13–15 grudnia 2019          | Altenberg   | Dwójki juniorów młodszych                         | Łotwa Kaspars Rinks · Ardis Liepiņš                                     | Łotwa Krisjanis Bruns · Vitalijs Jegorovs                                              | Niemcy Moritz Schneider · Maddox Götze                                            |
| 4. PŚJ | 13–15 grudnia 2019          | Altenberg   | Sztafety mieszane                                 | Niemcy Jessica Degenhardt · Mathis Ertel · Max Ewald · Jakob Jannusch   | Stany Zjednoczone Chevonne Forgan · Zachary Di Gregorio · Dana Kellogg · Duncan Segger | Rosja Diana Łoginowa · Matwiej Pieriestoronin · Michaił Karnauchow · Jurij Czirwa |
| 4. PŚJ | 13–15 grudnia 2019          | Altenberg   | Sztafety mieszane                                 | Niemcy Jessica Degenhardt · Mathis Ertel · Max Ewald · Jakob Jannusch   | Rosja Diana Łoginowa · Matwiej Pieriestoronin · Michaił Karnauchow · Jurij Czirwa      | Łotwa Sigita Bērziņa · Gints Bērziņš · Eduards Ševics-Mikeļševics · Lūkass Krasts |
| 5. PŚJ | 31 stycznia–2 lutego 2020   | Winterberg  | Jedynki juniorek                                  | Verena Hofer                                                            | Jessica Degenhardt                                                                     | Isabell Richter Sigita Bērziņa                                                    |
| 5. PŚJ | 31 stycznia–2 lutego 2020   | Winterberg  | Jedynki juniorek                                  | Jessica Degenhardt                                                      | Verena Hofer                                                                           | Merle Fräbel                                                                      |
| 5. PŚJ | 31 stycznia–2 lutego 2020   | Winterberg  | Jedynki juniorek młodszych                        | Melina Fabienne Fischer                                                 | Melina Cielaszyk                                                                       | Zane Kaluma                                                                       |
| 5. PŚJ | 31 stycznia–2 lutego 2020   | Winterberg  | Jedynki juniorów                                  | Pawieł Riepiłow                                                         | Matwiej Pieriestoronin                                                                 | Florian Müller                                                                    |
| 5. PŚJ | 31 stycznia–2 lutego 2020   | Winterberg  | Jedynki juniorów                                  | Pawieł Riepiłow                                                         | Gints Bērziņš                                                                          | Matwiej Pieriestoronin                                                            |
| 5. PŚJ | 31 stycznia–2 lutego 2020   | Winterberg  | Jedynki juniorów młodszych                        | Nico Baum                                                               | Matt Greiner                                                                           | Noah Kallan                                                                       |
| 5. PŚJ | 31 stycznia–2 lutego 2020   | Winterberg  | Dwójki juniorów                                   | Niemcy Max Ewald · Jakob Jannusch                                       | Rosja Dmitrij Buczniew · Danił Kilsejew                                                | Rosja Michaił Karnauczow · Jurij Czirwa                                           |
| 5. PŚJ | 31 stycznia–2 lutego 2020   | Winterberg  | Dwójki juniorów                                   | Niemcy Max Ewald · Jakob Jannusch                                       | Rosja Dmitrij Buczniew · Danił Kilsejew                                                | Stany Zjednoczone Sean Hollander · Michael O Gara                                 |
| 5. PŚJ | 31 stycznia–2 lutego 2020   | Winterberg  | Dwójki juniorek młodszych                         | Niemcy Jessica Degenhardt · Vanessa Schneider                           | Stany Zjednoczone Maya Chan · Reannyn Weiler                                           | Rosja Anastasija Kropaczewa · Alena Starkowa                                      |
| 5. PŚJ | 31 stycznia–2 lutego 2020   | Winterberg  | Dwójki juniorów młodszych                         | Polska Kacper Imiołek · Łukasz Maćkała                                  | Stany Zjednoczone Samuel Day · Samuel Eckert                                           | Niemcy Moritz Schneider · Maddox Götze                                            |
| 5. PŚJ | 31 stycznia–2 lutego 2020   | Winterberg  | Sztafety mieszane                                 | Niemcy Jessica Degenhardt · Florian Müller · Max Ewald · Jakob Jannusch | Austria Barbara Allmaier · Florian Tanzer · Juri Gatt · Riccardo Schöpf                | Rumunia Corina Buzățoiu · Eduard Crăciun · Răzvan Turea · Sebastian Motzca        |
| 5. PŚJ | 31 stycznia–2 lutego 2020   | Winterberg  | Sztafety mieszane                                 | Niemcy Jessica Degenhardt · Mathis Ertel · Max Ewald · Jakob Jannusch   | Łotwa Sigita Bērziņa · Gints Bērziņš · Eduards Ševics-Mikeļševics · Lūkass Krasts      | Rosja Jelizawieta Jurczenko · Pawieł Riepiłow · Dmitrij Buczniew · Danił Kilsejew |
| ME     | 31 stycznia–2 lutego 2020   | Winterberg  | Mistrzostwa Europy Juniorów w Saneczkarstwie 2020 | Mistrzostwa Europy Juniorów w Saneczkarstwie 2020                       | Mistrzostwa Europy Juniorów w Saneczkarstwie 2020                                      | Mistrzostwa Europy Juniorów w Saneczkarstwie 2020                                 |
| MŚ     | 21–22 lutego 2020           | Oberhof     | Mistrzostwa Świata Juniorów w Saneczkarstwie 2020 | Mistrzostwa Świata Juniorów w Saneczkarstwie 2020                       | Mistrzostwa Świata Juniorów w Saneczkarstwie 2020                                      | Mistrzostwa Świata Juniorów w Saneczkarstwie 2020                                 |

## Klasyfikacje

### Jedynki juniorów
| Miejsce | Zawodnik               | Reprezentacja        | Punkty |
| ------- | ---------------------- | -------------------- | ------ |
| 1.      | Mathis Ertel           | Niemcy               | 380    |
| 2.      | Florian Müller         | Niemcy               | 339    |
| 3.      | Matwiej Pieriestoronin | Rosja                | 289    |
| 4.      | Florian Brendel        | Niemcy               | 272    |
| 5.      | Marián Skupek          | Słowacja             | 238    |
| 6.      | Gints Bērziņš          | Łotwa                | 200    |
| 6.      | Pawieł Riepiłow        | Rosja                | 200    |
| 8.      | Zachary Di Gregorio    | Stany Zjednoczone    | 187    |
| 9.      | Mirza Nikolajew        | Bośnia i Hercegowina | 172    |
| 10.     | Sean Hollander         | Stany Zjednoczone    | 170    |

### Jedynki juniorów młodszych
| Miejsce | Zawodnik           | Reprezentacja     | Punkty |
| ------- | ------------------ | ----------------- | ------ |
| 1.      | Gints Bērziņš      | Łotwa             | 355    |
| 1.      | Timon Grancagnolo  | Niemcy            | 355    |
| 3.      | Matt Greiner       | Stany Zjednoczone | 353    |
| 4.      | Nico Baum          | Niemcy            | 315    |
| 5.      | Siergiej Bondariew | Rosja             | 287    |
| 6.      | Kaspars Rinks      | Łotwa             | 280    |
| 7.      | Noah Kallan        | Austria           | 256    |
| 8.      | Pascal Kunze       | Niemcy            | 251    |
| 9.      | Hans Fritzsch      | Niemcy            | 234    |
| 10.     | Pawieł Riepiłow    | Rosja             | 230    |
| ...     | ...                | ...               | ...    |
| 23.     | Marcin Kiełbasa    | Polska            | 102    |

### Jedynki juniorek
| Miejsce | Zawodniczka        | Reprezentacja     | Punkty |
| ------- | ------------------ | ----------------- | ------ |
| 1.      | Verena Hofer       | Włochy            | 400    |
| 2.      | Jessica Degenhardt | Niemcy            | 385    |
| 3.      | Marion Oberhofer   | Włochy            | 336    |
| 4.      | Sigita Bērziņa     | Łotwa             | 258    |
| 5.      | Elīna Ieva Vītola  | Łotwa             | 250    |
| 6.      | Merle Fräbel       | Niemcy            | 228    |
| 7.      | Isabell Richter    | Niemcy            | 221    |
| 8.      | Diana Łoginowa     | Rosja             | 158    |
| 9.      | Sophia Kirkby      | Stany Zjednoczone | 150    |
| 10.     | Vanessa Schneider  | Niemcy            | 145    |
| ...     | ...                | ...               | ...    |
| 33.     | Natalia Jamróz     | Polska            | 35     |

### Jedynki juniorek młodszych
| Miejsce | Zawodniczka        | Reprezentacja | Punkty |
| ------- | ------------------ | ------------- | ------ |
| 1.      | Jessica Degenhardt | Niemcy        | 385    |
| 2.      | Melina Cielaszyk   | Niemcy        | 321    |
| 3.      | Merle Fräbel       | Niemcy        | 310    |
| 4.      | Daria Olesik       | Rosja         | 276    |
| 5.      | Diana Łoginowa     | Rosja         | 265    |
| 6.      | Julianna Tunicka   | Ukraina       | 232    |
| 7.      | Elisa-Marie Storch | Niemcy        | 211    |
| 8.      | Selina Egle        | Austria       | 207    |
| 9.      | Lina-Malin Schmid  | Niemcy        | 206    |
| 10.     | Katharina Putzer   | Włochy        | 204    |
| ...     | ...                | ...           | ...    |
| 15.     | Anna Bryk          | Polska        | 153    |
| 24.     | Patrycja Karaś     | Polska        | 97     |

### Dwójki juniorów
| Miejsce | Zawodnicy                                | Reprezentacja     | Punkty |
| ------- | ---------------------------------------- | ----------------- | ------ |
| 1.      | Max Ewald Jakob Jannusch                 | Niemcy            | 470    |
| 2.      | Dmitrij Buczniew Danił Kilsejew          | Rosja             | 385    |
| 3.      | Michaił Karnauczow Jurij Czirwa          | Rosja             | 286    |
| 4.      | Sean Hollander Michael O Gara            | Stany Zjednoczone | 268    |
| 5.      | Eduards Ševics-Mikeļševics Lūkass Krasts | Łotwa             | 242    |
| 6.      | Dana Kellogg Duncan Segger               | Stany Zjednoczone | 209    |
| 7.      | Moritz Jäger Valentin Steudte            | Niemcy            | 197    |
| 8.      | Juri Gatt Riccardo Schöpf                | Austria           | 190    |
| 9.      | Wiaczesław Popow Anton Osipenko          | Rosja             | 186    |
| 10.     | Henrik Altenhoff Matteo Oberließen       | Niemcy            | 167    |
| ...     | ...                                      | ...               | ...    |
| 12.     | Jakub Karaś Mateusz Karaś                | Polska            | 125    |

### Dwójki juniorów młodszych
| Miejsce | Zawodnicy                          | Reprezentacja     | Punkty |
| ------- | ---------------------------------- | ----------------- | ------ |
| 1.      | Michaił Karnauczow Jurij Czirwa    | Rosja             | 400    |
| 2.      | Kaspars Rinks Ardis Liepiņš        | Łotwa             | 396    |
| 3.      | Kacper Imiołek Łukasz Maćkała      | Polska            | 341    |
| 4.      | Wiaczesław Popow Anton Osipenko    | Rosja             | 300    |
| 5.      | Krisjanis Bruns Vitalijs Jegorovs  | Łotwa             | 287    |
| 6.      | Henrik Altenhoff Matteo Oberließen | Niemcy            | 270    |
| 7.      | Samuel Day Samuel Eckert           | Stany Zjednoczone | 259    |
| 8.      | Wadim Mikijewicz Bohdan Babura     | Ukraina           | 250    |
| 9.      | Ratzvan Turea Sebastian Motzca     | Rumunia           | 231    |
| 10.     | Vratislav Varga Metod Majerčák     | Słowacja          | 183    |

### Dwójki juniorek młodszych
| Miejsce | Zawodniczki                          | Reprezentacja     | Punkty |
| ------- | ------------------------------------ | ----------------- | ------ |
| 1.      | Jessica Degenhardt Vanessa Schneider | Niemcy            | 500    |
| 2.      | Luisa Romanenko Pauline Patz         | Niemcy            | 441    |
| 3.      | Selina Eggle Lara Kipp               | Austria           | 360    |
| 4.      | Natalia Korotajewa Wiktoria Czirkowa | Rosja             | 312    |
| 5.      | Maya Chan Reannyn Weiler             | Stany Zjednoczone | 286    |
| 6.      | Markéta Nováková Anna Vejdělková     | Czechy            | 260    |
| 7.      | Anastasija Kropaczewa Alena Starkowa | Rosja             | 245    |
| 8.      | Nikola Domowicz Dominika Piwkowska   | Polska            | 232    |
| 9.      | Sarah Hörnlein Elia Reitmeier        | Niemcy            | 225    |
| 10.     | Viktorija Ziediņa Selina Zvilna      | Łotwa             | 203    |

### Sztafety mieszane
| Miejsce | Reprezentacja     | Punkty |
| ------- | ----------------- | ------ |
| 1.      | Niemcy            | 300    |
| 2.      | Rosja             | 200    |
| 3.      | Stany Zjednoczone | 155    |
| 4.      | Austria           | 85     |
| 5.      | Łotwa             | 70     |
| 5.      | Rumunia           | 70     |
| 7.      | Polska/ Włochy    | 60     |
| 8.      | Słowacja          | 50     |